# Iruwa
 Ovo je glavno značenje pojma Iruwa. Za druga značenja pogledajte Iruwa (razdvojba).
Iruwa, jedno od dvanaest plemena nastanjenih na otoku Nauru u Oceaniji. Pleme Iruwa nisu nauruskog porijekla nego su se ovdje u ne tako davnoj prošlosti naselili s otoka Banaba u otočju Gilbert i još danas se od ostalih Nauruanaca označavaju kao strancima. 